# Tasikona
Tasikona is een bestuurslaag in het regentschap Kupang van de provincie Oost-Nusa Tenggara, Indonesië. Tasikona telt 375 inwoners (volkstelling 2010).